# Vuelta a Colombia Femenina
La Vuelta a Colombia Femenina (oficialmente: Vuelta a Colombia Femenina Oro y Paz) es una carrera ciclista femenina por etapas que se realiza en Colombia desde el año 2016 en los meses de octubre o noviembre, y comprende un recorrido de cinco etapas por distintas zonas del país, acogiendo a las mejores ciclistas del país y cuenta con la participación de competidoras con bagaje internacional.
La primera edición de la carrera fue de categoría amateur, pero desde el año 2017 hace parte del calendario UCI femenino en la categoría 2.2. (última categoría de estos circuitos).

## Historia
La idea de una Vuelta a Colombia Femenina venía gestándose desde hace algunos años atrás por la dirigencia de la Federación Colombiana de Ciclismo, ente organizador de la prueba masculina, del mismo modo que las grandes competencias del mundo han lanzado en los últimos años la versión femenina, la Vuelta a Colombia promete ofrecer un espectáculo de garantías, a la altura de las grandes carreras del mundo. La competencia, forma parte del calendario anual del ciclismo colombiano, con el fin de fortalecer la alta competencia entre las mujeres y nutrir el calendario femenino de más carreras. La Vuelta a Colombia Femenina tiene el respaldo de Coldeportes, entidad del Gobierno para el fomento del deporte y de la empresa privada.
Después del éxito y la gran acogida de la edición inaugural de la Vuelta a Colombia Femenina 2016, la Federación Colombiana de Ciclismo ha anunciado que a partir del año 2017 la carrera será incluida en el calendario internacional de la Unión Ciclista Internacional (UCI), en la categoría femenina 2.2.
El evento de la Vuelta a Colombia Femenina 2017 comprendió un recorrido con cinco etapas, que empezó su curso con un prólogo contrarreloj individual de 6,6 kilómetros en el municipio de Zarzal, luego el pelotón rodó por algunos municipios tradicionales del Valle del Cauca como Buga y Cartago, hasta conectar con los departamentos de Risaralda y Caldas, donde se disputó la etapa reina con ascenso a la Plaza de Toros de Manizales, en el último día de carrera, siendo ganadora de esta versión Ana Cristina Sanabria, por segunda vez consecutiva.

## Palmarés
| Año  | Ganador               | Segundo                   | Tercero               |
| ---- | --------------------- | ------------------------- | --------------------- |
| 2016 | Ana Cristina Sanabria | Lilibeth Chacón           | Lorena Colmenares     |
| 2017 | Ana Cristina Sanabria | Lilibeth Chacón           | Liliana Moreno        |
| 2018 | Ana Cristina Sanabria | Liliana Moreno            | Marcela Prieto        |
| 2019 | Aranza Villalón       | Camila Valbuena           | Natalia Muñoz         |
| 2020 | Miryam Núñez          | Lorena Colmenares         | Lina Hernández        |
| 2021 | Lilibeth Chacón       | Aranza Villalón           | Miryam Núñez          |
| 2022 | Diana Peñuela         | Lina Hernández            | Anet Barrera Esparza  |
| 2023 | Lilibeth Chacón       | Diana Peñuela             | Ana Cristina Sanabria |
| 2024 | Lilibeth Chacón       | Nadia Gontova             | Estefanía Herrera     |
| 2025 | Diana Peñuela         | Jessenia Meneses Gonzales | Stefania Sánchez      |

## Otras clasificaciones
| Año |
| --- |

## Palmarés por países
| País      | Victorias |
| --------- | --------- |
| Colombia  | 5         |
| Venezuela | 3         |
| Chile     | 1         |
| Ecuador   | 1         |